# Folker Bohnet
Folker Bohnet (* 7. August 1937 in Berlin; † 6. Oktober 2020 in Hamburg) war ein deutscher Schauspieler, Theaterregisseur und Bühnenautor.

## Werdegang
Ein zunächst 1957 in Köln begonnenes Jurastudium gab Bohnet nach vier Semestern zugunsten des Besuchs des UFA-Nachwuchsstudios in Berlin auf. Noch während seiner Schauspielschulzeit drehte er kurz hintereinander drei Filme, darunter 1959 den Welterfolg Die Brücke unter Regie von Bernhard Wicki: In diesem spielte er Hans Scholten, den besonnensten und erwachsensten der sieben Jungen, die am Ende des Zweiten Weltkrieges eine Brücke verteidigen sollen. Zu seinen weiteren Kinofilmen zählen Fabrik der Offiziere (1960), Schloß Hubertus (1973) und Luchino Viscontis Drama Ludwig II. (1973), in dem er in einer Nebenrolle den von Ludwig II. verehrten Schauspieler Josef Kainz verkörperte. Daneben war Bohnet bis in die 1990er-Jahre in zahlreichen Fernsehproduktionen zu sehen, doch den Großteil seiner Karriere verbrachte er beim Theater.
Nach seinem Erfolg mit Die Brücke folgten feste Engagements und Gastspiele an renommierten Schauspielhäusern, darunter am Thalia-Theater Hamburg, Renaissancetheater Berlin, Schauspielhaus Frankfurt, Ernst-Deutsch-Theater Hamburg, Residenztheater München, Theater in der Josefstadt Wien, an den Städtischen Bühnen Köln, der Freien Volksbühne Berlin, den Hamburger Kammerspielen, und an fast allen bekannten Komödienhäusern Deutschlands sowie bei Festspielen (z. B. Bad Hersfelder Festspiele) und Tourneeproduktionen. Neben seiner Arbeit als Schauspieler führte Folker Bohnet regelmäßig Theaterregie. Ab 1977 produzierte Folker Bohnet zahlreiche Komödien, die im gesamten deutschsprachigen Raum und darüber hinaus aufgeführt werden. Im neuen Millennium inszenierte er regelmäßig unter Intendanz von Christian Seeler am Ohnsorg-Theater in Hamburg.

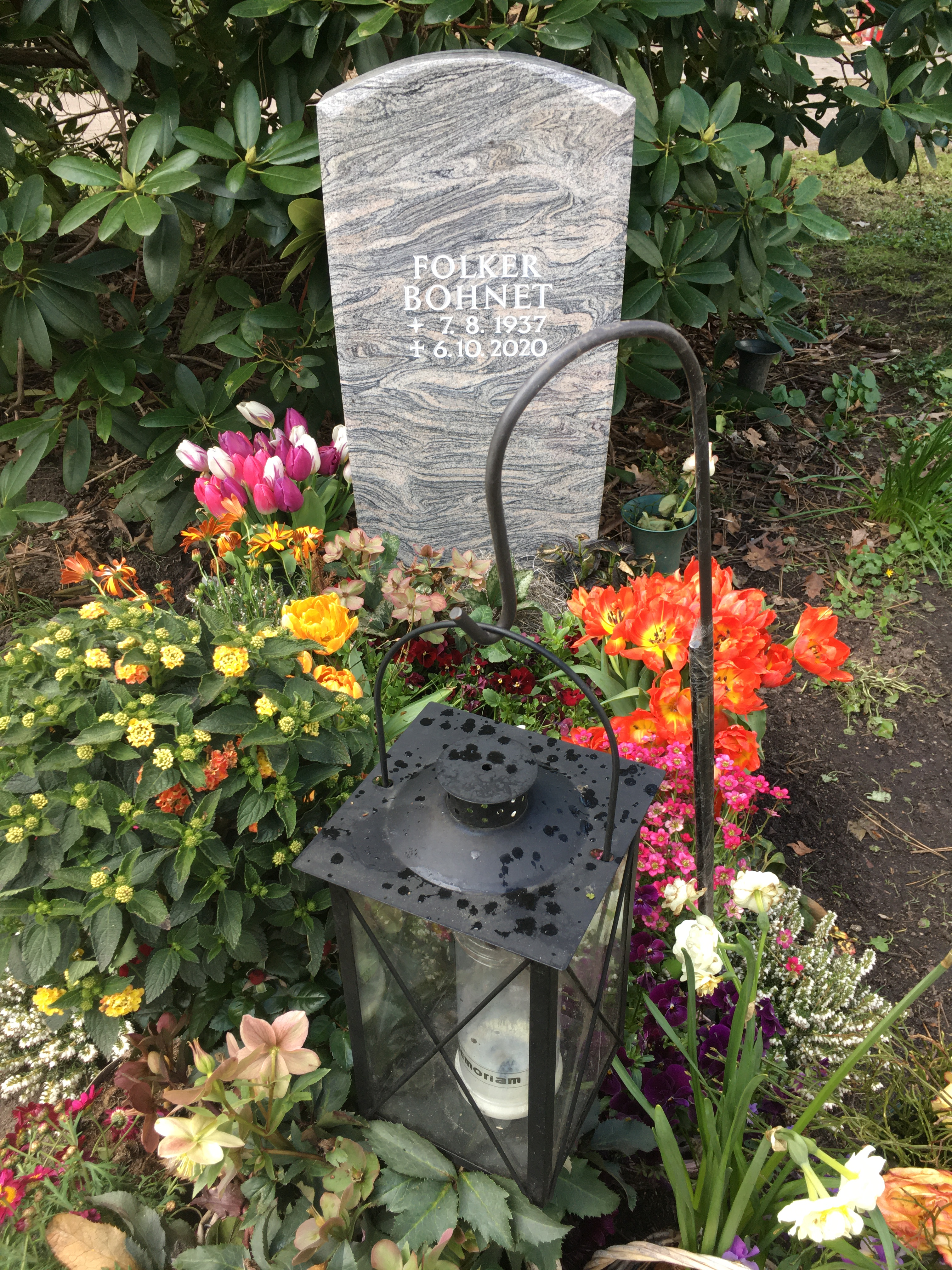
Die Grabstätte von Folker Bohnet auf dem Friedhof Ohlsdorf

Er war mit der Schauspielerin Ann-Monika Pleitgen verheiratet, aus der Ehe ging ein Sohn hervor, der Physiker und Schriftsteller Ilja Bohnet. Er hat einen weiteren Sohn, den Schauspieler und Theaterleiter des Schlosspark Theaters Berlin Markus Lorenz-Bohnet. 2001 ging Folker Bohnet mit Alexander Alexy, Zahnarzt und Kompagnon bei einer Vielzahl seiner Theaterstücke, mit dem er seit den 1980er Jahren liiert war, offiziell eine eingetragene Lebenspartnerschaft ein. Er war noch mit über 80 Jahren als Bühnenschauspieler und -regisseur tätig. Er starb im Oktober 2020 im Alter von 83 Jahren nach kurzer, schwerer Krankheit und wurde auf dem Hamburger Friedhof Ohlsdorf im Planquadrat PA 2 oberhalb des Prökelmoors beigesetzt.

## Filmografie (Auswahl)
Als Schauspieler (Auswahl):
- 1958: Solange das Herz schlägt
- 1959: Die Brücke
- 1960: Fabrik der Offiziere
- 1960: Der Geizige (Fernsehfilm)
- 1965: Winter in Ischia
- 1967: Großer Mann – was nun? (Fernsehserie, sieben Folgen)
- 1968: Der Kaufmann von Venedig (Fernsehfilm)
- 1970: Friedrich III. ...gestorben als Kaiser (Fernsehfilm)
- 1971: Hamburg Transit – Der tolle Erno
- 1972: Pater Brown – Das Rätsel Michael Mondschein
- 1973: Ludwig II. (Ludwig)
- 1973: Im Schillingshof (Fernsehfilm)
- 1973: Schloß Hubertus
- 1977: Kaspar Lari, (Regie: Armin Maiwald), ARD-Serie
- 1981: Die Laurents, (Regie: E. Neureuther), ARD-Serie
- 1992: Salzburger Nockerln, RTL-Serie
- 1992: Freunde fürs Leben, ZDF-Serie (eine Folge)
- 1995: Serienstars einmal anders – der Landarzt lässt die Sau raus (ZDF-Fernsehdokumentation der Tournee „In anderen Umständen“ mit Folker Bohnet, Walter Plathe (Regie), Claudia Rieschel u. a.)
- 1995: Die Partner, RTL-Serie
- 1997: Parkhotel Stern, Sat.1-Serie

Theateraufzeichnungen (als Autor, Schauspieler oder Regisseur, Auswahl):
- 1963: Les Caprices de Marianne (Schauspiel)
- 1981: Gyges und sein Ring (Schauspiel)
- 1986: Kuckucksei (Regie)
- 1996: In anderen Umständen (Autor, Schauspiel und Regie)
- 1996: Unsere Mutter wird ’ne Diva (Autor)
- 2002: Lustfahrt ins Paradies (Ohnsorg-Theater, Regie)
- 2005: Pension Schöller (Ohnsorg-Theater, Regie)
- 2006: Die Queen von Quäkenbüttel (Ohnsorg-Theater, Regie)
- 2006: Alles auf Anfang (Ohnsorg-Theater, Regie)
- 2008: Dree Mann an ne Küst (Ohnsorg-Theater, Regie)
- 2009: Geld verdirbt den Charakter (Ohnsorg-Theater, Regie)
- 2010: Alles auf Krankenschein (Ohnsorg-Theater, Regie)
- 2013: Lügen haben junge Beine (Ohnsorg-Theater, Regie)
- 2017: Die Katze lässt das Mausen nicht (Ohnsorg-Theater, Regie)
- 2020: Oscar dla Emily („Ein Oscar für Emily“, Teatr Telewizji Warschau, Autor)

## Theaterstücke und Uraufführungen
- 1977: Meine Mutter tut das nicht! (in Zusammenarbeit mit Gunther Beth)
- 1986: Die Hausdame (in Zusammenarbeit mit Jürgen Schatz)
- 1993: Erbe verpflichtet (in Zusammenarbeit mit J. Schatz)
- 1995: In andern Umständen (in Zusammenarbeit mit Alexander Alexy)
- 1997: Jeder nach seiner Fasson (in Zusammenarbeit mit A. Alexy)
- 2001: Alles Böse zum Geburtstag (in Zusammenarbeit mit A. Alexy)
- 2008: Liebeslänglich (in Zusammenarbeit mit A. Alexy)
- 2010: Ein Oscar für Emily (in Zusammenarbeit mit A. Alexy)
- 2013: Der Froschkönig (Märchenstück nach den Gebrüdern Grimm, in Zusammenarbeit mit Mathias Fischedick)
- 2017: Tango unterm Regenbogen (in Zusammenarbeit mit A. Alexy)

## Bibliografie
- Hermann J. Huber: Langen Müller’s Schauspielerlexikon der Gegenwart. Deutschland. Österreich. Schweiz. Albert Langen • Georg Müller Verlag GmbH, München • Wien 1986, ISBN 3-7844-2058-3, S. 93.
- Michael Töteberg (Hrsg.), Metzler Film Lexikon, Stuttgart, 2005, ISBN 978-3-476-02068-0, S. 104.